# Sting Entertainment
Sting Entertainment (яп. 株式会社スティング кабусикигайся сутингу) — японский разработчик игр, работающий в различных игровых жанрах. Наиболее известные игры компании — Baroque, Dokapon Kingdom, а также серия игр Dept. Heaven.

Изданием игр Sting в первые годы занимались различные компании, затем некоторые игры Sting издавали в Японии сами. 10-го марта 2009 года было объявлено о сотрудничестве с компанией Atlus. Хотя американское отделение Atlus и ранее выпускало игры Sting на американский рынок, обе фирмы теперь заявили о более тесном партнёрстве. Atlus проявили заинтересованность играми Sting и намерение издавать их как в Японии, так за рубежом.

## Разработанные игры

### Выпущенные в Японии
- Psycho Chaser — (Издатель: Naxat Soft) PC-Engine (1990)
- Naxat Stadium — (Издатель: Naxat Soft) PC-Engine (1990)
- Last Battalion — X68000 (1991)
- OverRide — PC-Engine (1991)
- Extra Innings — (Издатель: Sony Music Entertainment Japan) Super Famicom (9 августа 1991)
- Hakunetsu Professional Baseball: Ganba League '93 — (Издатель: Sony Music Entertainment Japan) Super Famicom (11 декабря 1992)
- Tatsujin — (Издатель: Taito Corporation) PC-Engine (1992)
- Kentou-Ou World Champion (в США выпущена под названием TKO Super Championship Boxing) — (Издатель: SOFEL) Super Famicom (28 апреля 1992)
- Flying Hero: Bugyuru no Daibouken — (Издатель: SOFEL) Super Famicom (18 декабря 1992)
- Yadamon Wonderland Dreams (совместно с Tokuma Shoten) — (Издатель: Tokuma Shoten) Super Famicom (26 ноября 1993)
- Onizuka Katsuya Super Virtual Boxing — (Издатель: SOFEL) Super Famicom (26 ноября 1993)
- Melfand Stories — (Издатель: ASCII Entertainment) Super Famicom (25 марта 1994)
- Yōkai Buster: Ruka no Daibōken (в США выпущена под названием The Jetsons: Invasion of the Planet Pirates) — (Издатель в Японии: Kadokawa Shoten, в США: Taito Corporation) Super Famicom (9 июня 1995)
- Treasure Hunter G — (Издатель: Square) Super Famicom (24 мая 1996)
- Solid Runner — (Издатель:ASCII Entertainment) Super Famicom (28 марта 1997)
- BAROQUE — Sega Saturn (21 мая 1998)
- Evolution: The World of Sacred Device — (Издатель: ESP Software) Dreamcast (12 января 1999)
- BAROQUE — PlayStation (28 октября, 1999)
- Evolution 2: Far Off Promise — (Издатель: ESP Software) Dreamcast (23 декабря 1999)
- Baroque Shooting|BAROQUE SHOOTING — PC (17 июня 2000)
- BAROQUE SYNDROME — PlayStation (27 июля 2000)
- Haruka Typing — PC (7 февраля 2001)
- Wizardry Scenario 1: Proving Grounds of the Mad Overlord — WonderSwan Color (1 марта 2001)
- Koguru Guruguru: Guruguru to Nakayoshi — Game Boy Color (1 июля 2001)
- BAROQUE TYPING — PC (22 мая 2002)
- Riviera: The Promised Land — (Издатель: Bandai) WonderSwan Color (12 июля 2002)
- Evolution Worlds — (Издатель: ESP Software) GameCube (26 июля 2002)
- Riviera: The Promised Land — (Издана самостоятельно) Game Boy Advance (12 июля 2002)
- Yggdra Union: We'll Never Fight Alone — (Издана самостоятельно) Game Boy Advance (23 марта 2006)
- Riviera: The Promised Land — (Издана самостоятельно) PlayStation Portable (22 ноября 2006)
- BAROQUE — (Издана самостоятельно) PlayStation 2 (29 июня 2007)
- Dokapon Kingdom — (Издана самостоятельно) PlayStation 2 (22 ноября 2007)
- Yggdra Union: We’ll Never Fight Alone — (Издана самостоятельно) PlayStation Portable (24 января 2008)
- BAROQUE — (Издана самостоятельно) Wii (13 марта 2008)
- Dokapon Kingdom — (Издана самостоятельно) Wii (13 марта 2008)
- Dokapon Journey — (Издана самостоятельно) Nintendo DS (31 июля 2008)
- Knights in the Nightmare — (Издана самостоятельно) Nintendo DS (25 сентября 2008)
- Hexyz Force — (Издатель: Atlus) PlayStation Portable (12 ноября 2009)
- Knights in the Nightmare — (Издатель: Atlus) PlayStation Portable (22 апреля 2010)
- Blaze Union: Story to Reach the Future — (Издатель: Atlus) PlayStation Portable (27 мая 2010)
- Gungnir: Inferno of the Demon Lance and the War of Heroes — (Издатель: Atlus) PlayStation Portable (19 мая 2011)
- Gloria Union — (Издатель: Atlus) PlayStation Portable (23 июня 2011)
- Dragon Labyrinth — (Издана самостоятельно) Android (13 декабря 2011)

### Выпущенные в США
- Extra Innings — (Издатель: Sony Imagesoft) Super Nintendo (1992)
- TKO Super Championship Boxing — (Издатель: SOFEL) Super Nintendo (октябрь 1992)
- The Jetsons: Invasion of the Planet Pirates — (Издатель: Taito Corporation) Super Nintendo (июнь 1994)
- Slamtilt — (Издатель: 21st Century Entertainment) PC (1998)
- Evolution: The World of Sacred Device — (Издатель: Ubisoft) Dreamcast (16 декабря 1999)
- Evolution 2: Far Off Promise — (Издатель: Ubisoft) Dreamcast (29 июня 2000)
- Evolution Worlds — (Издатель: Ubisoft) GameCube (2 декабря 2002)
- Riviera: The Promised Land — (Издатель: Atlus USA) Game Boy Advance (28 июня 2005)
- Yggdra Union: We’ll Never Fight Alone — (Издатель: Atlus USA) Game Boy Advance (21 ноября 2006)
- Riviera: The Promised Land — (Издатель: Atlus USA) PlayStation Portable (28 июня 2007)
- BAROQUE — (Издатель: Atlus USA) PlayStation 2, Wii (8 апреля 2008)
- Yggdra Union: We’ll Never Fight Alone — (Издатель: Atlus USA) Playstation Portable (16 сентября 2008)
- Dokapon Kingdom — (Издатель: Atlus USA) Playstation 2, Wii (14 октября 2008)
- Dokapon Journey — (Издатель: Atlus USA) Nintendo DS (19 апреля 2009)
- Knights in the Nightmare — (Издатель: Atlus USA) Nintendo DS (2 июня 2009)
- Hexyz Force — (Издатель: Atlus USA) PlayStation Portable (25 мая 2010)
- Knights in the Nightmare — (Издатель: Atlus USA) PlayStation Portable (9 ноября 2010)
- Baroque FPS — (Издана самостоятельно) iOS (25 декабря 2011)
- Gungnir: Inferno of the Demon Lance and the War of Heroes — (Издатель: Atlus USA) PlayStation Portable (12 июня 2012)

### Выпущенные в Европе
- TKO Super Championship Boxing — (Издатель: SOFEL) Super Nintendo (1993)
- Evolution — (Издатель: Ubisoft) Dreamcast
- Evolution 2: Far Off Promise — (Издатель: Ubisoft) Dreamcast (23 ноября 2001)
- Evolution Worlds — (Издатель: Ubisoft) GameCube (2003)
- Yggdra Union: We’ll Never Fight Alone — (Издатель: 505 Games) Game Boy Advance
- Riviera: The Promised Land — (Издатель: 505 Games) PlayStation Portable (4 апреля 2008)
- BAROQUE — (Издатель: Rising Star Games) PlayStation 2, Wii